# Vilhelm Holm
Vilhelm Christian Holm, född 28 oktober 1820 i Köpenhamn, död där 15 oktober 1886, var en dansk musiker. Han var far till Ludvig Holm. 
Holm utbildades till violinist i Frederik Thorkildsen Wexschalls skola, blev elev vid Det Kongelige Kapels violinskola, från 1847 fast anställd som altviolinist, där han efterhand avancerade till solist. Från 1869 anställd som balettrepetitör arrangerade han diverse balettmusik och komponerade bland annat baletten Livjægerne på Amager. Han var en framstående kammarmusiker och fast medlem av Valdemar Toftes och Franz Nerudas stråkkvartetter.